# Etienne Momokoamas
Jean Etienne Kopo Momokoamas – środkowoafrykański trener piłkarski.

## Kariera trenerska
Od 2004 do 2006 prowadził narodową reprezentację Republiki Środkowoafrykańskiej. W 2011 trenował Olympic Real de Bangui. Od 2013 pomaga trenować drużynę narodową.